# Kościół Przemienienia Pańskiego w Krakowie (ul. Pijarska)
Kościół Przemienienia Pańskiego – zabytkowy kompleks sakralny, rzymskokatolicki kościół konwentualny pijarów oraz przylegający do niego klasztor, znajdujący się w Krakowie, w dzielnicy I Stare Miasto przy ulicy Pijarskiej 4, na Starym Mieście.
Pijarzy przybyli do Polski z Moraw w 1642, część z nich otrzymała fundację wojewody krakowskiego Stanisława Lubomirskiego. Późnobarokowy (właściwie rokokowy) kościół Przemienienia Pańskiego został zaprojektowany przez Kacpra Bażankę i wzniesiony w latach 1718–1728, a fasada zaprojektowana przez Franciszka Placidiego powstała w latach 1759–1761. Wybudowany na planie prostokąta, posiada jedną nawę i – otwarte ku niej – kaplice boczne. Wyraźne są nawiązania do kościoła w typie Il Gesù. Efekt integracji nawy głównej z prezbiterium osiągnięty został poprzez zastosowanie wydatnego gzymsu przebiegającego wokół osi kościoła. 
Iluzjonistyczne polichromie we wnętrzu, nawiązujące do rzymskiej tradycji Andrea del Pozzo, są dziełem dwóch artystów przybyłych z Moraw – Franciszka Ecksteina i Józefa Piltza i, podobnie jak jednolite wyposażenie wnętrza, wykonane pod kierunkiem Ecksteina, powstały w 1733. Dziełem Ecksteina jest także iluzjonistyczny ołtarz główny oraz freski na sklepieniu nawy głównej. Freski na sklepieniu – przedstawiające apoteozę kluczy św. Piotra – wykonane zostały zgodnie z założeniami kwadratury.
Po prawej stronie ołtarza wmurowane jest serce ks. Stanisława Konarskiego, a przed wejściem do kościoła znajduje się jego popiersie.

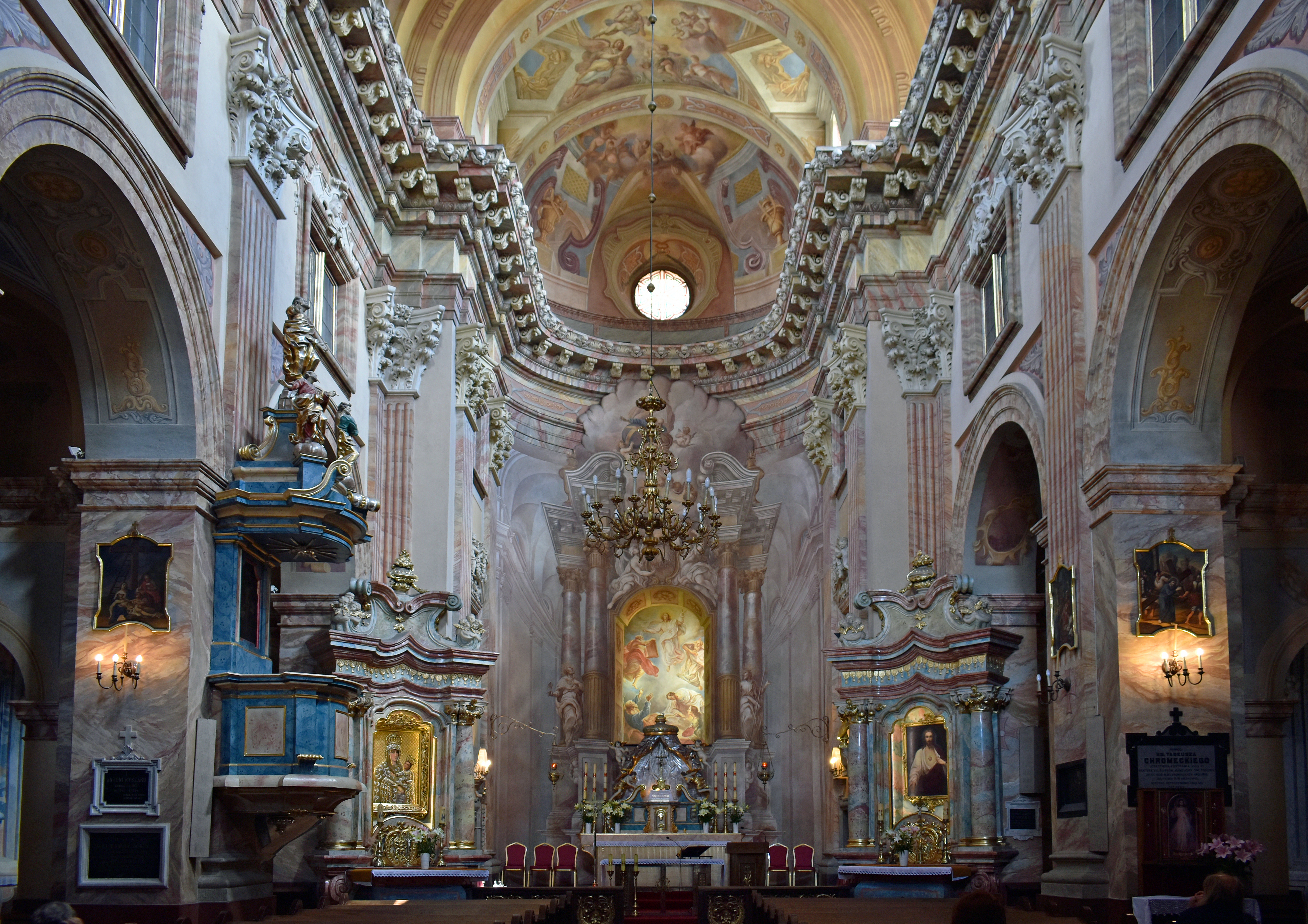
Nawa główna.
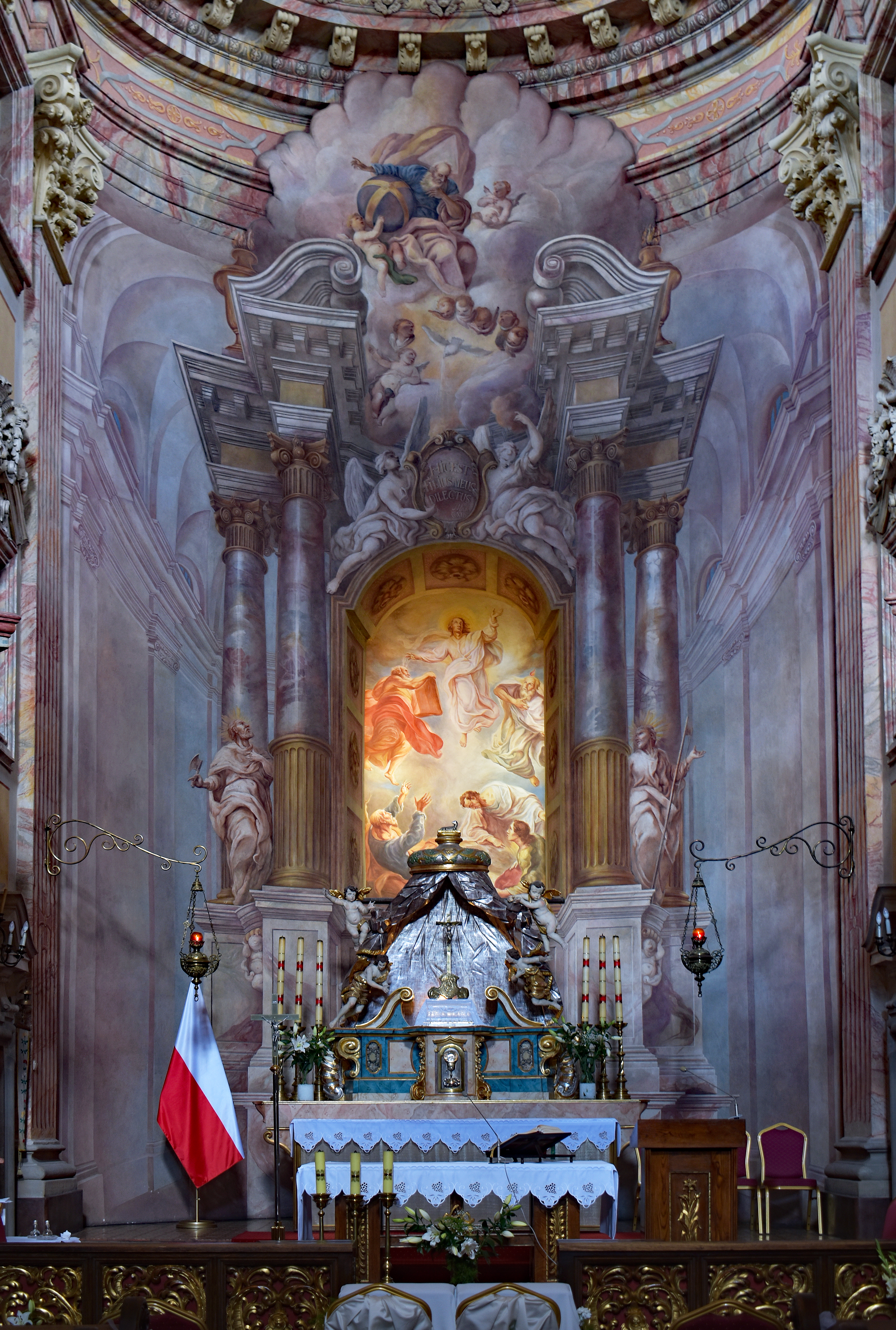
Główny ołtarz.
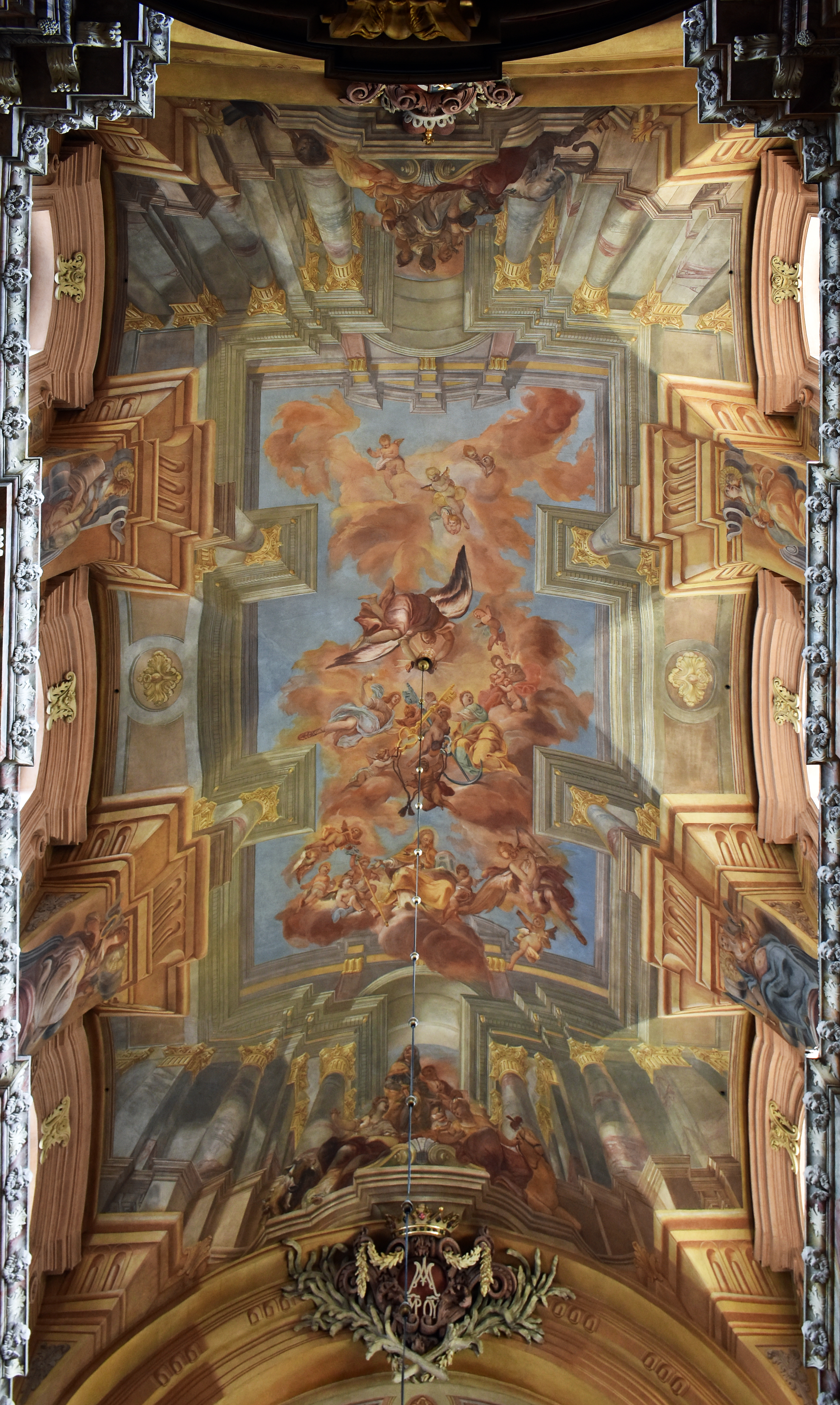
Sklepienie.
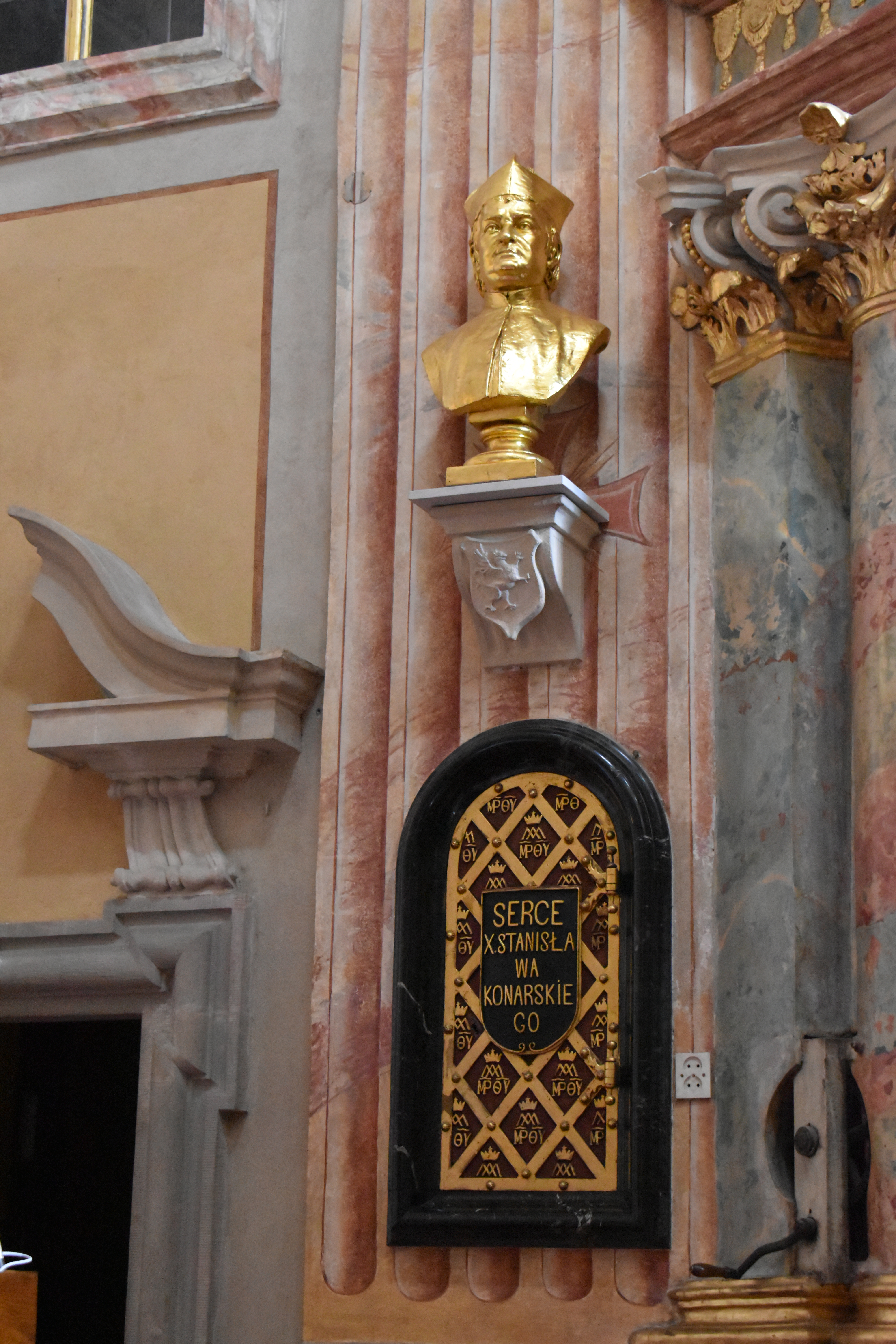
Serce Stanisława Konarskiego.
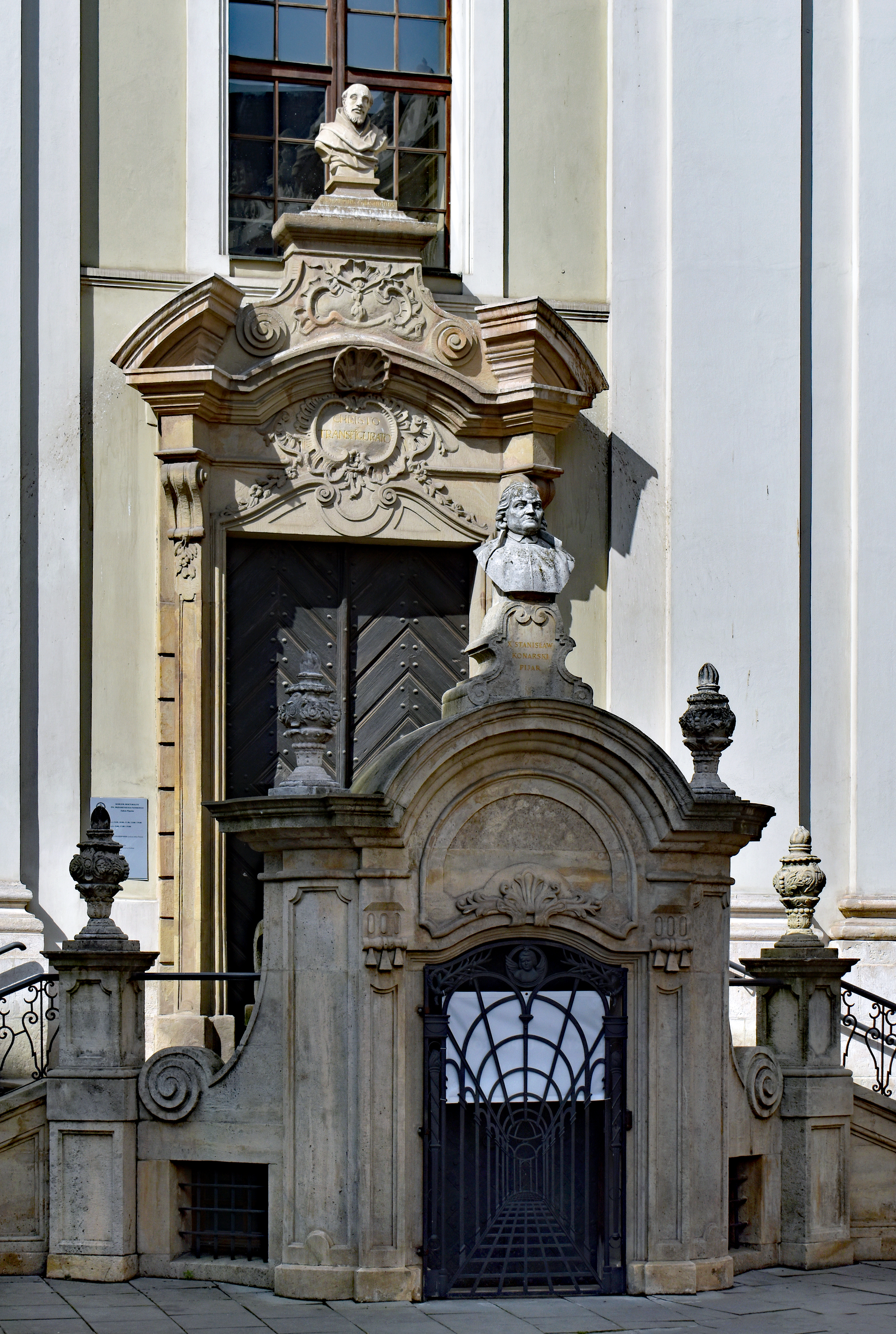
Wejście do kościoła oraz popiersia: Stanisława Konarskiego oraz św. Józefa Kalasantego (wyżej).
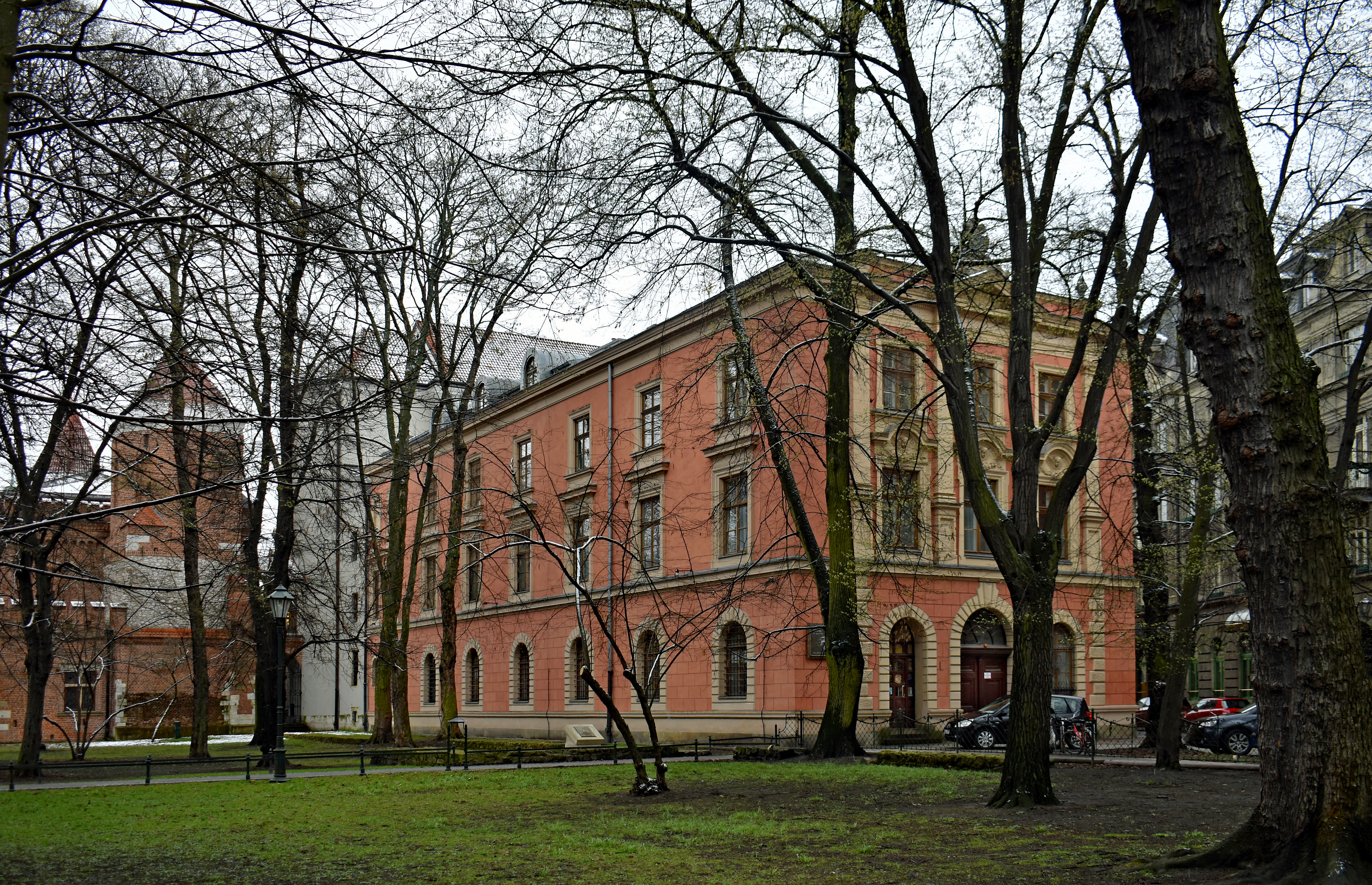
ul. Pijarska 2 Konwent oo. pijarów